# Ariel Atias
Ariel Atias (hébreu : אריאל אטיאס), est un homme politique israélien né le 13 novembre 1970 à Tel-Aviv. Il est élu député à la Knesset avec le parti Shas en 2006. Il est ministre des Communications puis de la Construction et du Logement dans les gouvernements Olmert et Netanyahou II.

## Sources
- (en) Cet article est partiellement ou en totalité issu de l’article de Wikipédia en anglais intitulé « Ariel Atias » (voir la liste des auteurs).